# 孫塘
孫塘（1513年—？），字子源，浙江杭州右衛後所人，軍籍，明朝政治人物。

## 生平
嘉靖二十二年（1543年）癸卯科浙江鄉試第六十五名舉人。嘉靖二十九年（1550年）中式庚戌科二甲第九十五名進士。官至兵部郎中。

## 家族
曾祖孫茂；祖父孫玉；父孫景昭，義官。母郭氏。慈侍下。兄孫泰。弟孫郊。